# Antiqua
Antiqua è un tipo di carattere inventato, o almeno perfezionato, e inciso in Italia verso il 1470 dallo stampatore Nicolas Jenson. Fu utilizzato anche da Aldo Manuzio nella sua stamperia. È conosciuto anche come carattere veneziano, perché Manuzio era operativo nella città lagunare.
L'Antiqua è stato modellato come sintesi tra le lettere maiuscole latine e la scrittura carolina. Fu intensamente adoperato nelle tipografie fin verso il 1600.
Nel XIX e nel XX secolo in Germania ci fu un ampio dibattito sul fatto che il tedesco dovesse utilizzare come carattere tipografico l'Antiqua o piuttosto la Fraktur, un carattere gotico nel quale le singole lettere sono spezzate o fratturate.

## La littera antiqua
Il carattere Antiqua fu creato in imitazione della scrittura umanistica, che a sua volta imitava la scrittura carolina. La reazione antigotica del XIV-XV secolo fu dovuta al fatto che gli intellettuali di questo periodo (fra i primi Francesco Petrarca) tendevano a rimarcare la perfezione grafica e ortografica della minuscola carolina, che venne chiamata antiqua, in contrapposizione alla supposta rozzezza della "scrittura dei Goti" (chiamata littera moderna).